# 왕문도
왕문도(王文度, ? ~ 660년)는 당나라의 무장이다. 서돌궐을 정복하는 과정에서 황제의 명령을 거짓으로 꾸민 탓에 제명당했다. 복귀한 후 초대 웅진도독이 되었으나 곧 병사하였다.

## 생애
645년(정관 19년) 제1차 여당전쟁이 일어나자 장량(張亮)의 수군에 부총관(副總管)으로 참여하였고, 비사성을 공략할 때 선봉에 서서 공을 세웠다.
656년(현경 원년) 총산도대총관(葱山道―) 좌위대장군 정지절(程知節)의 서돌궐 정벌에 부대총관이 되어 따라갔는데 전군총관 소정방이 대승을 거두었다. 왕문도가 그 공을 시기하여 정지절에게 건의하기를, “비록 이번에 승리를 거두기는 했지만 관군 역시 사상자가 많습니다. 지금부터 방진(方陣)을 짜서 치중대는 안쪽에 배치하고 갑옷을 갖춰 입은 채 수비하고 있어야 적이 와도 바로 응할 수 있어 만전을 기할 수 있습니다.”라 하였다. 또 황제로부터 ‘정지절이 자신의 용맹을 믿고 적을 가벼이 여기니 왕문도가 그를 절제시키라’는 명령을 별도로 받았다고 날조하였다. 정지절이 이에 넘어가서 더 깊이 행군하지 않았다.
종일토록 말을 타고 임전태세로 대기하니 말들은 말라 죽고 병사들은 피폐해졌다. 소정방이 정지절에게 ‘오히려 패하게 생겼다며 왕문도의 모략인 것 같으니 그를 가두고 고종에게 아뢰자’고 주장했지만 시행되지 않았다. 한편 달독성(怛篤城)이 항복했다. 왕문도는 ‘우리가 당나라로 돌아가면 그들은 다시 적이 될 것이므로 모두 죽이고 재물을 취해야 한다’고 했다. 반면에 소정방은 ‘스스로 도적이 되는 꼴이니 어찌 반적을 정벌한다고 할 수 있겠냐’며 반대했다. 이번에도 소정방의 의견은 무시되었다. 약탈한 재물을 분배할 때 소정방만이 유일하게 한푼도 취하지 않았다. 이후 귀환하자 왕문도는 죽을 죄가 당연했지만 서인으로만 강등되었다.
그 뒤 좌위중랑장(左衛中郞將) 혹은 좌위랑장 혹은 우위랑장(右―)으로 복귀하였다. 660년 당나라가 백제를 정복한 후 설치한 웅진도독부의 초대 도독으로 파견되었다. 9월(음력) 삼년산성에서 신라의 태종무열왕에게 고종의 칙서와 하사품을 전하다가 의례를 채 마무리짓지 못하고 병사하였다. 이후 백제 부흥운동은 더욱 거세졌다.

## 참고 문헌
- 《구당서》83권 열전 제33 소정방
- 《신당서》111권 열전 제36 소정방